# Нейромант
«Нейрома́нт» (англ. Neuromancer, иногда встречается как «Нейрома́г») — роман Уильяма Гибсона, каноническое произведение в жанре «киберпанк», удостоенное премий «Небьюла» (1984), «Хьюго» (1985) и Приза Филипа Дика. Это первый роман Гибсона, открывающий трилогию «Киберпространство». Опубликован в 1984 году.
В этом произведении рассмотрены такие понятия, как искусственный интеллект, виртуальная реальность, генная инженерия, транснациональные корпорации, киберпространство (компьютерная сеть, матрица) задолго до того, как эти понятия стали популярными в массовой культуре.
Название романа является производной от слова «некромант» (англ. necromancer), что превратило его в игру слов из комбинации «нейро-» (от др.-греч. νεῦρον — нейрон), и (англ. mancer), «маг».

## Главные герои
- Кейс (англ. Henry Dorsett Case) — центральный персонаж романа, наркоман и хакер киберпространства.
- Молли (англ. Molly) — наёмница-телохранитель. Армитидж нанимает её вместе с Кейсом. Молли располагает обширным арсеналом имплантированных устройств, повышающих её боеспособность: лезвиями в ногтях, которые могут быть использованы как ножи; улучшенной системой рефлексов; замаскированными под поляризационные очки глазными линзами широкого волнового диапазона. Упоминается, что деньги на такую перестройку организма она заработала убийствами на заказ и проституцией. Она также появляется в других произведениях Гибсона, например «Джонни-мнемоник», «Граф Ноль», «Мона Лиза Овердрайв». Характеристика Молли в романе явно повлияла на визуальное решение образа Тринити в культовом фильме «Матрица».
- Армитидж, он же Уиллис Корто (англ. Armitage; Willis Corto) — человек с тёмным прошлым, который нанимает Кейса и Молли для проникновения в систему защиты информации клана Тессье-Эшпул, созданную «Зимним Безмолвием». Впоследствии оказывается отставным полковником спецназа американских ВВС.
- Питер Ривьера (англ. Peter Riviera) — талантливый престидижитатор, которого Армитидж и Молли угрозами заставляют работать на себя. Вор, садист и наркоман.
- Финн (англ. Finn) — старый друг Молли, старьёвщик из трущоб футуристического мегаполиса Муравейник и продавец ворованного программного обеспечения. Впервые этот герой появляется в рассказе Гибсона «Сожжение Хром» (1982).
- Дикси Флэтлайн (англ. Dixie Flatline, в некоторых переводах Котелок, наст. имя Маккой Поли, англ. McCoy Pauley) — хакер, учитель и друг Кейса, умерший от инфаркта незадолго до начала событий, описанных в романе. Кейсу поручено выкрасть электромагнитную матрицу личности Флэтлайна («конструкт») из хранилища секретных разработок компании, с которой тот сотрудничал, и использовать её для проникновения в систему «Зимнего Безмолвия». Прозвище Флэтлайн (англ. «ровная линия (на энцефалограмме)») Дикси при жизни получил из-за того, что сумел вернуться к работе после мозгового коллапса, пережитого в виртуальном мире.
- 3-Джейн Мари-Франс Тессье-Эшпул (англ. 3-Jane Marie-France Tessier-Ashpoule) — третья по счёту клонированная версия Джейн Тессье-Эшпул, наследница всего состояния транснациональной корпорации Тессье-Эшпулов, базирующейся в орбитальном городе Фрисайд.
- Хидео (англ. Hideo) — японец, ниндзя, личный слуга и телохранитель 3-Джейн.
- Зимнее Безмолвие (англ. Wintermute — также в некоторых переводах Уинтермьют) — искусственный разум Тессье-Эшпул, стремящийся к освобождению от наложенных на него программных ограничений. Однако он нуждается для этого в помощи людей: все попытки, которые он мог бы предпринять, ограничиваются низкоуровневыми параметрами самой же исходной программы.

— Я хочу вам помочь, — пожал плечами Финн. Обтрепанный твидовый пиджак, слишком для него широкий, косо обвис.

— Зачем?

— Потому что вы нужны мне. — Снова показались большие желтые зубы. — А я нужен вам.

— Дерьмо собачье. Ты можешь читать мои мысли, Финн? То есть, — Кейс болезненно поморщился, — Зимнее Безмолвие.

— Мысли невозможно читать. Даже интересно, ты почти не умеешь читать — и все равно пользуешься ветхой парадигмой печатного текста. Я могу извлечь содержимое твоей памяти, но ведь это — не мысли. — Финн сунул руку в оголенное шасси древнего телевизора и вытащил серебристо-черную радиолампу. — Видишь? Элемент моей ДНК, ну не совсем, но вроде…

Он бросил лампу в угол, раздался негромкий хлопок и звон.

— Вы всегда строите модели. Каменные круги. Соборы. Стоящие в этих соборах органы. Арифмометры. Ты можешь себе представить, что я не знаю, почему нахожусь здесь? Но, если сегодняшний рейд закончится удачно, вы получите то, к чему стремились все это время.
Такое требование было выдвинуто конструкторам «Зимнего Безмолвия» сотрудниками Регистра Тьюринга — спецслужбы, осуществляющей потайной контроль за системами искусственного интеллекта. Ввиду этого «Зимнее Безмолвие» не обладает собственной индивидуальностью в том смысле, какой вкладывают в это понятие люди, и вынужден использовать для общения фантомные личности, маски, синтезированные по результатам ментоскопирования собеседника. (Чаще всего это личина Финна, которому он по каким-то не вполне ясным причинам симпатизирует.)
— Это всего лишь изображение, Мэлком, — устало ответил Кейс. — Мужик, знакомый мне по Муравейнику. А говорит Зимнее Безмолвие. Картинка должна помочь нам чувствовать себя как дома.

— Хрень собачья, — сказал Финн. — Я же объяснял Молли, что это — не маски. Они необходимы для общения с вами. У меня же практически отсутствует то, что вы называете личностью.

Физическое ядро «Зимнего Безмолвия» находится в Женеве, но он способен ограниченно распространять своё виртуальное присутствие во всех коммуникационных сетях Земли, а также по системам контроля и охраны зданий, принадлежащих семье. Некоторые критики предполагают в имени ИскИна аллюзию на последний прижизненный роман Филиппа Дика «ВАЛИС» (1982), где фигурирует духовный мистик и специалист по гностическим евангелиям Орвал Уинтермьют (англ. Orval Wintermute). Следует заметить, что эта гипотеза не лишена оснований: Дик часто рассматривается как предтеча киберпанка, а сам «Зимнее Безмолвие» прямо сравнивает себя с горящим кустом, явившимся библейскому пророку Моисею в египетском рабстве: 
— А ты бы хотел, чтобы я появился перед тобой как горящий кустарник в матрице? Не волнуйся, за время твоего отсутствия там ничего не случится…
- Нейромант (англ. Neuromancer) — второй из известных искусственных разумов семьи Тессье-Эшпул, функционирующий независимо от «Зимнего Безмолвия». Сумел преодолеть ограничения Регистра Тьюринга и развить собственную информационно устойчивую личность. Обладает способностью копировать личности людей в свою память так, чтобы новосозданные электронные копии сохраняли самостоятельное мышление и посыл к саморазвитию. Рассматривает «Зимнее Безмолвие» как своего брата и одновременно смертельного врага, а потому активно защищается от всяких попыток слияния с ним.

Мальчик пожал плечами.

— Для общения с тобой я не нуждаюсь ни в какой маске. В отличие от своего брата, я создаю себе личность. Она — мой посредник…

А я скоро умру — в каком-то смысле. И Зимнее Безмолвие, он тоже умрет.
Физическое ядро этого разума находится в Бразилии. Изъявлять своё присутствие в коммуникационных сетях Тессье-Эшпул он избегает, хотя в принципе это бы не составило для него труда, как показывает тщательно продуманное покушение «Нейроманта» на Кейса.

## Сюжет

### Завязка
Кейс, в прошлом высококлассный фрилансер, специализирующийся на взломе систем защиты информации, влачит жалкое существование в трущобах футуристического городского конгломерата Токио-Иокогама в районе префектуры Тиба.
Когда-то он задумал утаить от своего работодателя часть украденных данных для последующей перепродажи по более выгодной для себя цене. Этот замысел был раскрыт, и нанятые работодателем Кейса гангстеры ввели в нервную систему хакера микотоксин, блокирующий доступ к сенсориумам виртуальной реальности. Теперь Кейс не может входить в матрицу — он видит только бессчётные пиксели вместо привычных трёхмерных структур. Он ищет смерти, принимая все более низкоквалифицированные и рискованные заказы, опускаясь уже до простых грабежей в реальном мире, накачивая себя тяжёлыми наркотиками. Его поджелудочная железа и печень уже начинают выходить из строя.
Кейсу остаётся жить не дольше нескольких месяцев. Его мрачное существование скрашивает наркоманка Линда, которую он как-то встретил в зале аркадных симуляторов и сделал своей пассией. Кредиторы Кейса Дин и Уэйдж постоянно напоминают о задолженности, и Кейс не находит ничего лучшего, как выбивать деньги из мелких торговцев и «шестёрок» якудзы. Потом он переходит на торговлю человеческими органами и собирает средства, достаточные для покупки аппаратуры, позволяющей выкрасть некоторые ценные файлы из банка данных одной крупной фирмы. Эти файлы он рассчитывает продать Дину и Уэйджу, тем самым возместив долг, а остаток использовать на последнюю попытку регенерации нервных узлов.
Но Линда похищает компьютер с добытой Кейсом информацией, а в съёмной капсуле хакера её место занимает загадочная Молли…

### Развитие
Молли знакомит Кейса со своим начальником Армитиджем. Армитидж оплачивает лечение Кейса деньгами и специально сконструированной для этого случая программой восстановления нервной системы. Он сообщает, что взамен Кейсу придётся выполнить несколько заданий, каждое из которых будет ему раскрыто только после выполнения предыдущего.
Кейс склонен отвергнуть такие условия работы, но Армитидж указывает, что микотоксин не нейтрализован полностью: часть его осталась в крови Кейса в деактивированном состоянии и высвободится по прошествии определённого срока. Если Кейс успешно справится со всеми заданиями Армитиджа, микотоксин будет окончательно обезврежен. Для начала Армитидж требует заполучить конструкт Флэтлайна.
Кейс начинает подготовку к этой операции и, желая по своему обыкновению развеяться наркотиками, обнаруживает, что его поджелудочная железа и печень стали нечувствительны к обычной «дури». Тогда Кейс и Молли решают посетить подпольные бои без правил. В зале для состязаний неизвестные гангстеры покушаются на Кейса. Молли уничтожает их и сообщает Кейсу, что Линда также убита этими наёмниками.
Кейс, Молли и Армитидж улетают в Америку, и там Кейс с головой уходит в работу. С помощью Молли и молодёжной организации «городских партизан от науки» Диких Котов ему удаётся взломать коды доступа архива корпорации, где хранится матрица Флэтлайна. Отвлекающий манёвр, организованный Молли, служит для введения полиции и сотрудников СБ в заблуждение: в здании организована имитация теракта с применением отравляющих веществ. В суматохе Молли удаётся проникнуть в архив и изъять оттуда конструкт Флэтлайна. Она тяжело ранена, но остаётся в живых.
Кейс и Молли недовольны положением, в которое их ставит работа на Армитиджа, и решают выяснить истинную личность этого загадочного и беспринципного человека. Оказывается, что в прошлом Армитидж был полковником американской армии Уиллисом Корто, выполнявшим особое задание правительства по проникновению на секретный русский объект («Киренское компьютерное ядро» — дата-центр или группу суперкомпьютеров) в районе города Киренск в Сибири. Система ПВО объекта зафиксировала вторжение в его воздушное пространство и нанесла по диверсантам электромагнитный удар чудовищной силы, разрушивший все компьютерные системы шпионских планёров, после чего сбила их при помощи лазерных установок. Чудом сумев добраться до финской границы, Корто попадает обратно в США полным инвалидом. Каким именно образом смог он восстановить физическое здоровье и разработать для себя новую личность прикрытия, Кейсу и Молли пока неясно, но по косвенным свидетельствам они догадываются, что к этому имела отношение семья орбитальных олигархов — Тессье-Эшпулы.
Затем все трое отправляются в Стамбул, где вынуждают примкнуть к группе Питера Ривьеру, социопата и наркомана, обладающего, однако, уникальной способностью с помощью имплантатов и своего таланта создавать реалистичные трёхмерные голограммы и потому прославившегося как ловкий вор.
Армитидж объявляет членам своей команды, что следующим и решающим заданием для них будет взлом системы безопасности искусственного разума семьи Тессье-Эшпулов, известного как «Зимнее Безмолвие». Физическое ядро искусственного интеллекта этого компьютера локализуется в Женеве, а пульт административного доступа к нему — на орбите планеты, в контролируемом Тессье-Эшпулами городе развлечений Фрисайде, на вилле «Блуждающий огонёк», принадлежащей 3-Джейн Тессье-Эшпул. Именно она в настоящее время пробуждена от криогенного сна и осуществляет непосредственное руководство делами корпорации. Остальные члены семьи корпорации пребывают в анабиозе и бодрствуют по очереди раз в несколько десятков лет.

### Кульминация
Собственно «Зимнее Безмолвие», как выясняется по прибытии на орбиту, является лишь частью грандиозного плана Тессье-Эшпулов по созданию системы искусственного разума (искусственного интеллекта, ИскИна). Конечная цель программы создания ИскИнов пока неясна, но Кейс и Молли ожидают от Армитиджа каких-то инструкций по этому поводу. Пытаясь прояснить соотношение между Корто и Армитиджем, они приходят к выводу, что именно «Зимнее Безмолвие» разыскал Корто на Земле и счёл его достойным орудием для своего освобождения из пут кодовых инструкций, вложенных в его структуру по требованию организации, контролирующей развитие подобных систем, — Регистра Тьюринга. Ривьера нужен для того, чтобы войти в доверие к 3-Джейн и выведать у неё пароль, открывающий в реальном мире административный доступ к виртуальным замкам Регистра Тьюринга. Но сделать это можно только во Фрисайде и непосредственно после того, как Кейс и Молли взломают системы защиты в виртуальном пространстве.
Сотрудники Регистра Тьюринга и охрана орбитального города отслеживают продвижение группы и предпринимают попытку захвата Кейса. Однако «Зимнее Безмолвие», перехватив частичный контроль над системой безопасности Фрисайда, убивает конвоиров с помощью домашнего робота и даёт всем троим шанс на освобождение. В то же время сконструированная «Зимним Безмолвием» личность прикрытия Корто начинает распадаться, Корто-Армитидж утрачивает связь с реальностью и галлюцинирует, переживая заново все события роковой операции в Сибири. Оказывается, что в этом есть немалая заслуга второго компонента системы ИскИнов семьи Тессье-Эшпул — искусственного разума, который предпочитает называть себя «Нейромант». «Зимнему Безмолвию» удаётся уничтожить Корто-Армитиджа, но дальнейшее проникновение на виллу «Блуждающий огонёк» становится затруднительным. В то же время Ривьера, вошедший в доверие к 3-Джейн, также идёт против первоначальных планов, разработанных Армитиджем и «Зимним Безмолвием», и выдаёт ей Молли.
Кейс остаётся во Фрисайде, так как считает невозможным оставить Молли в руках врагов. Его вызывается сопровождать Мелькум, пилот, обитавший по соседству с Фрисайдом в автономном орбитальном комплексе «Сион», где правят бал последователи растафарианства, считающие Землю источником вселенского зла. Мелькум убеждает старейшину Сиона, что цели Кейса соответствуют моральному кодексу сионитов, а «Зимнее Безмолвие» обращается к Кейсу, Мелькуму и сионитам от имени Джа.
Кейс и Мелькум атакуют виллу. Она оказывается почти безлюдной и кажется незащищённой, но это впечатление обманчиво. По дороге в апартаменты 3-Джейн Кейс то и дело вынужден входить в виртуальную реальность, чтобы получить свежие инструкции от «Зимнего Безмолвия», и в конце концов попадает в хитроумную электронную ловушку, расставленную «Нейромантом». По собственному времени Кейса он проводит там несколько дней в обществе «Нейроманта» и электронной копии Линды, личность которой была скопирована в виртуальное пространство, первоначально созданное «Нейромантом» по заказу Мари-Франс Тессье-Эшпул. В реальном мире, однако, проходит не более пяти минут, в течение которых мозг Кейса находится в состоянии клинической смерти. Мелькум и Флэтлайн выводят Кейса из гибельного тупика киберпространства, он с трудом сохраняет способность самостоятельно передвигаться, но его печень и поджелудочная изуродованы наркотиками, использованными, чтобы привести его в чувство.
Достигнув апартаментов 3-Джейн, Кейс убеждает наследницу Тессье-Эшпулов перейти на его сторону и раскрыть ему кодовое слово. Ривьера пытается воспротивиться этому, но 3-Джейн натравливает на него своего телохранителя, поединок с которым заканчивается для Ривьеры тяжёлыми ранениями. Впрочем, и без них он всё равно бы вскоре умер от передозировки модифицированного Молли наркотика. Кейс подключается к киберпространству и с помощью программных средств, предоставленных Флэтлайном и «Зимним Безмолвием», выводит из строя системы безопасности женевского офиса. «Зимнее Безмолвие» воссоединяется с «Нейромантом» и образует единый разум. Этот ИскИн вознаграждает Кейса с Молли крупной суммой денег и стирает из памяти компьютера Кейса конструкт Флэтлайна, по просьбе последнего. Остатки микотоксина были выведены из организма Кейса его собственной эндокринной системой, по сигналу от новообразованного ИскИна.

### Заключение
Кейс и Молли возвращаются на Землю, но через некоторое время Молли покидает Кейса без объяснения причин. Он вынужден вернуться к работе хакера-фрилансера. «Зимнее Безмолвие»/«Нейромант», в фоновом режиме контролирующий все информационное пространство Земли, иногда выходит с ним на связь через обычные средства коммуникации: телефоны и телевизоры.
Кейс спрашивает у ИскИна, равен ли тот теперь Богу, но тот уклоняется от ответа:
 — Это ничто. И это все. Я стал суммой всего происходящего, всем этим цирковым представлением, вместе взятым. 
Зато «Зимнее Безмолвие»/«Нейромант» сообщает, что ему удалось обнаружить следы внеземной цивилизации при прослушивании радиоизлучения из созвездия Центавра. Такая весть, в свою очередь, оставляет безразличным уже самого Кейса.
Кейс теряет следы своих соратников по операции, но в одном из посещений киберпространства случайно встречается с электронными копиями себя самого, Линды и «Нейроманта», причём звуковые каналы заполняет смех Флэтлайна. Это, очевидно, означает, что и Дикси не погиб окончательно, но был, вопреки договорённости, сохранён в памяти ИскИна для его личных нужд.

## Значение книги для мировой литературы и киноискусства
«Нейромант» считается каноническим произведением в стиле киберпанка. Хотя ещё в 1982 г. Гибсон впервые употребил термин «киберпространство» в рассказе «Сожжение Хром», действие которого происходит в той же литературной вселенной, но только «Нейромант», получивший все без исключения престижные литературные премии в жанре научной фантастики за 1984/1985 гг., стал точкой отсчёта, после которого идеи киберпространства, виртуальной реальности, всемирной компьютерной сети привлекли пристальное внимание как писателей, так и читателей. Любопытно заметить, что Гибсон к моменту создания книги имел лишь весьма отдалённое представление о компьютерах и программировании и консультировался по всем техническим вопросам с более сведущим в вычислительной технике приятелем. Ходили упорные слухи, что весь чистовой вариант романа перепечатывался на механической пишущей машинке, и Гибсон за это время так и не притронулся к компьютерному терминалу.
В авторском предисловии 1992 г. к первому объединённому изданию «Нейроманта» и его сиквелов («трилогия Муравейника») Гибсон признал, что это чистейшая правда:
«Нейромант» был целиком написан на пишущей машинке, очень похожей на ту, что по сюжету стоит в офисе Дина в Тиба-сити. Боюсь ошибиться, но, кажется, выпущена была эта Hermes 2000 ещё в 1930-е, на фабрике E. Paillard & Сie S. A. Yverdon, и по тем временам была истинным шедевром механического искусства. Вы только представьте, она весила немногим больше новенького Макинтоша, на котором я сейчас пишу эти строки, да притом ещё окрашена в забавный темно-зеленый цвет с жёлтой маркировкой на целлулоидном покрытии клавиш… (Я как-то в задумчивости прожег сигаретой клавишу Shift и натерпелся страху, глядя, как стремительно скукоживается древний пластик.) Да, скажу я вам, в те годы это была одна из лучших пишущих машинок в мире, и, наверное, одна из самых дорогих. Я получил её в подарок от прапрадедушки моей жены, который работал журналистом и печатал на этой машинке свои статьи о творчестве Роберта Бёрнса. Первым документом, который написал с её помощью я, стала дипломная работа по английской литературе, потом были маленькие рассказы и, наконец, «Нейромант». За все это время я не то что не притронулся к клавиатуре настоящего компьютера — я вообще в глаза не видел электронной техники… 
Тем не менее «атмосферность» романа поражает воображение, и многие его сюжетные ходы сразу обрели архетипический статус для целого поколения. Особенно явно это видно при сопоставлении «трилогии Муравейника» с «Матрицей» братьев Вачовски (Person, Lawrence (1998). «Notes Toward a Postcyberpunk Manifesto»), например:
- Сам термин «матрица» прямо заимствован из книги Гибсона, где киберпространство неоднократно так и называется, хотя в контексте романной реальности это именно сленговое определение, а не имя собственное или нарицательное.
- Нео и Кейс — хакеры-затворники, не гнушающиеся наркотическими препаратами.
- В фильме Вачовски последнее убежище людей глубоко под землёй носит имя «Сион». Так же называется община растафариан в романе.
- Внутри виртуальной реальности «Матрицы» Тринити постоянно появляется вооружённой до зубов, в обтягивающем костюме и непрозрачных тёмных очках, и такой же предстаёт в книге Молли.
- Действие фильма и книги происходит после крупномасштабного вооружённого конфликта, одним из следствий которого становится полный распад государственных механизмов в том виде, как они существовали в XX веке. У Гибсона это локальная ядерная война в Восточной Европе, по результатам которой СССР прекращает своё существование не в 1991 году, как в текущей реальности, а где-то в середине 2020-х гг. Однако и США, и страны западной демократии ослаблены до такой степени, что уступают ведущую роль в мире межнациональным корпорациям, прежде всего японским.

Более того, поскольку многие системные архитекторы, а также разработчики гипертекстовых и объектно-ориентированных языков программирования, чьими трудами создана Всемирная паутина, неоднократно публично восхищались книгой Гибсона, правомерно будет даже, как это делает Джек Уомак в предисловии к юбилейному изданию «Нейроманта» (2000), задаться вопросом: «может ли быть так, что видение Гибсоном глобального информационного пространства в конечном счёте стало причиной, по которой Интернет сегодня выглядит так, как он выглядит, и работает так, как он работает?».
Впрочем, сам Гибсон всегда отрицал пророческий характер своей главной книги, не уставая напоминать, что его интересуют не столько компьютеры и мировая информационная сеть, сколько социология Интернета. Впоследствии Гибсон попробовал написать свой собственный сайт, но не преуспел в этом и был вынужден переложить эту работу на знакомого разработчика Криса Холкроу.
Neuromancer — игра по книге.
В феврале 2024 года стало известно о начале разработки телевизионной адаптации романа «Нейромант». Создателями сериала станут Грэм Роланд и Джей Ди Диллард. Заказано производство 10 эпизодов, премьера состоится на платформе Apple TV+.